# Смајловић
Смајловић је српскохрватско презиме. Значајни људи са овим презименом су:
- Љиљана Смајловић (1956), српска новинарка
- Мишо Смајловић (1938), босански фудбалски менаџер и бивши играч